# Gotická cesta

Označení kulturního nebo turistického cíle

Gotická cesta na Slovensku je první tematická kulturně-poznávací cesta svého druhu na Slovensku. Je to turistický okruh dlouhý 276 km, kde můžete objevit bohatou pokladnu Spiše a Gemeru. Vede 24 obcemi a 9 městy. Na jednotlivé památky upozorňují nainstalované hnědo-bílé orientační tabule s piktogramem ve tvaru gotické klenby.

## Okruhy
Je rozdělena do čtyř okruhů:
Spišsko-gemerský okruh
- Levoča: Kostel sv. Jakuba, Radnice-muzeum
- Dravce: Gotický kamenný most, Kostel Antonitů
- Spišský Štvrtok: Kostel sv. Ladislava a kaple Zápoľských
- Spišská Nová Ves: Kostel Nanebevzetí Panny Marie a věž
- Markušovce: Zámeček a Letohrádek Dardanely – muzeum
- Dobšiná: Evangelický kostel + možnost návštěvy Dobšinské ledové jeskyně
- Stratená: Kostel sv. Augustina
- Muráň: Muráňský hrad (zřícenina)
- Revúca: Kostel sv. Vavřince
- Chyžné: Kostel Zvěstování Panny Marie
- Štítnik: Evangelický kostel
- Ochtiná: Evangelický kostel + možnost návštěvy Ochtinské aragonitové jeskyně
- Koceľovce: Evangelický kostel
- Betliar: Zámeček Betliar; muzeum a park
- Rožňava: Katedrálny kostel Nanebevzetí Panny Marie; Evangelický kostel; Strážná věž
- Krásnohorské Podhradie: Hrad Krásna Hôrka; Galerie Andrássyovcov; Mauzoleum Andrássyovců
- Smolník: Kostel sv. Kateřiny
- Gelnica: Kostel Nanebevzetí Panny Marie, Hornické muzeum
- Krompachy: Kostel sv. Jana apoštola a evangelisty.
- Spišské Vlachy: Kostel sv. Jana Křtitele
- Žehra: Kostel sv. Ducha
- Spišské Podhradie: Spišský hrad, Kostel Narození Panny Marie
- Spišská Kapitula: Katedrála sv. Martina
- Spišský Hrhov: Neobarokoní zámeček

Spišský okruh – tatranský (od roku 2000)
- Vrbov: Kostel sv. Vojtěch
- Ľubica: Kostel Nanebevzetí Panny Marie
- Kežmarok: Dřevěný evangelický artikulární kostel; Bazilika sv. Kříže; Kežmarský hrad-muzeum
- Veľká Lomnica: Kostel sv. Kateřiny Alexandrijské
- Poprad: Kostel sv. Egídia; Podtatranské muzeum
- Poprad-Spišská Sobota: Kostel sv. Juraje
- Poprad-Matejovce: Kostel sv. Štěpána Krále

Spišský okruh – Pieninský (od roku 2000)
- Strážky: Zámeček galerie; Kostel sv. Anny
- Spišská Belá: Kostel sv. Antona poustevníka
- Slovenská Ves: Kostel Očišťování Panny Marie
- Spišská Stará Ves: Kostel Nanebevzetí Panny Marie
- Červený Kláštor: Komplex kartuziánského kláštera s kostelem
- Stará Ľubovňa: Ľubovňanský hrad – muzeum; Kostel sv. Mikuláše
- Hraničné: Kostel Panny Marie
- Podolínec: Kostel Nanebevzetí Panny Marie; Kostel a klášter piaristů

Gemersko – Rimavská okruh (od roku 2000)
- Tisovec: Evangelický kostel
- Rimavské Brezovo: Evangelický kostel
- Kyjatice: Evangelický kostel
- Kraskovo: Evangelický kostel
- Rimavská Baňa: Evangelický kostel
- Rimavská Sobota: Gemersko-malohontské muzeum
- Číž: lázně
- Žíp: Evangelický kostel